# C12H21NO
化学式C12H21NO（摩尔质量：195.31 g/mol）可以指：
- 哌美克隆，CAS号：534-84-9 ，盐酸盐CAS：6966-09-2
- 苯基三乙基氢氧化铵，CAS号：7620-71-5

|  | 这个同类索引页列出了具有相同分子式的化学物（即同分異構體）条目。 除非您是有意链接至本页，否则应将相应条目的内部链接指向正确的条目。 |